# Испанская хоккейная суперлига
Испанская хоккейная суперлига — высшая испанская хоккейная лига. Хотя первый хоккейный матч в котором участвовала испанская команда состоялся в декабре 1923, но только после конгресса в Мадриде в 1971 году состоялся чемпионат Испании. 20 января 1973 начался первый на Пиренейском полуострове чемпионат по хоккею с шайбой. В нём приняло участия шесть команд: Реал Сосьедад, ХК Барселона, Хака, Вальядолид, Пучсерда и Мадрид.

## Сезон 2019/2020

### Участники
- Пучсерда (Пучсерда)
- Барселона (Барселона)
- Чури Урдин (хоккейный клуб) (Сан-Себастьян)
- Хака (Хака)
- Махадаонда (Махадаонда)

### Формат соревнований
Команды соревнуются в 4 круга (с 14.09.2019 по 15.02.2020)
Плей-офф со стадии 1/2 финала (с 29.02.2020 по 20.09.2020)

- полуфинальные серии до двух побед

- финальная серия до трёх побед